# Jagdstaffel 59
Jagdstaffel Nr. 59 – Königlich Preußische Jagdstaffel Nr. 59 – Jasta 58 – jednostka Luftstreitkräfte z okresu I wojny światowej.

## Informacje ogólne
Jednostka została utworzona 6 stycznia 1918 roku w szkole pilotów i obserwatorów w Schwerin. Organizację eskadry powierzono przybyłemu z Jagdstaffel 1 porucznikowi Otto Hohne.
Zdolność bojową eskadra osiągnęła 21 stycznia, a trzy dni później została przydzielona pod dowództwo 2 Armii i umieszczona na lotnisku w Emerchicourt razem z Jasta 59. 1 lutego nastąpiła jej dyslokacja pod dowództwo 17 Armii. 10 lutego eskadra została włączona do grupy taktycznej Jagdgruppe Sud (Jagdstaffel 23, Jagdstaffel 35, Jagdstaffel 58, Jasta 59). 15 marca 1918 roku została utworzona Jagdgruppe 8 pod dowództwem von Schleicha. Jagdstaffel 58 wraz z Jagdstaffel 23, Jagdstaffel 33 i Jagdstaffel 25 stała się częścią grupy.
Piloci eskadry latali głównie na samolotach Albatros D.V i Fokker D.VII
Jasta 59 w całym okresie wojny odniosła 20 zwycięstw. W okresie od stycznia do listopada 1918 roku jej straty wynosiły 4 zabitych w walce i 2 rannych.
Łącznie w jednostce służyło 3 asów myśliwskich:
Hans von Boddien (5), K. von Schonebeck (1), Otto Hohne

### Dowódcy eskadry
| Stopień      | Nazwisko         | Okres                   |
| ------------ | ---------------- | ----------------------- |
| Porucznik    | Otto Hohne       | 6.01.1918 – 26.01.1918  |
| Podporucznik | Hans von Boddien | 26.01.1918 – 27.09.1918 |
| Podporucznik | Fritz Krafft     | 26.09.1918 – 11.11.1918 |